# Шклярка-Шльонська
Шклярка-Шльонська (пол. Szklarka Śląska) — село в Польщі, у гміні Сосне Островського повіту Великопольського воєводства.
Населення — 112 осіб (2011).

## Демографія
Демографічна структура станом на 31 березня 2011 року:
|          | Загалом | Допрацездатний вік | Працездатний вік | Постпрацездатний вік |
| -------- | ------- | ------------------ | ---------------- | -------------------- |
| Чоловіки | 62      | 19                 | 39               | 4                    |
| Жінки    | 50      | 19                 | 21               | 10                   |
| Разом    | 112     | 38                 | 60               | 14                   |